# 恐怖漫画

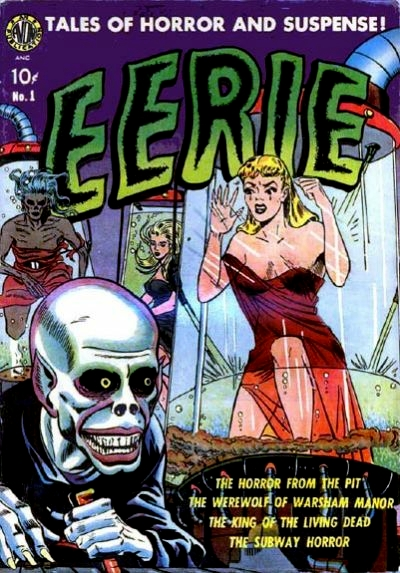
1951年Artists of Eerie comics的恐怖漫畫。

恐怖漫畫是一類型的漫畫，是指漫畫書裡圖案會帶給人感受到可怕甚至使人產生非常驚恐的表情。恐怖漫画的歷史可以追溯到12世纪平安时代的日本繪卷物《紙本著色餓鬼草紙》和16世纪的米斯特克手抄本。

## 代表作品

### 日本作品
- 伊藤潤二驚選集